# Carlos de Lemos
António Carlos Cardoso de Lemos, mais conhecido por Carlos de Lemos (Lalim, Lamego, 3 de janeiro de 1867 — Lisboa, 1954) foi um poeta, jornalista e editor, ligado ao republicanismo da fase final da Monarquia Constitucional Portuguesa. Foi bacharel em Direito pela Universidade de Coimbra e professor do Liceu de Viseu. Casado com a escritora Beatriz Pinheiro, co-editou com ela a revista literária e social intitulada Ave Azul (1899-1900) e colaborou na revista A Leitura (1894-1896).

## Biografia
Formou-se em Direito, na Universidade de Coimbra, mas dedicou a sua vida ao ensino, tendo terminado a sua carreira no Liceu Passos Manuel, em Lisboa, em 1937, depois de ter lecionado em algumas escolas da província. Além da intensa colaboração literária e sociopolítica em várias publicações, dirigiu — juntamente com Beatriz Pinheiro, sua esposa — a revista Ave Azul que, em 1899 e 1900, contou com a colaboração de autores como Manuel da Silva Gaio, Camilo Pessanha e Eugénio de Castro, dos irmãos Carlos e Roberto de Mesquita, de Fausto Guedes Teixeira, Ana de Castro Osório, Delfim Guimarães, Afonso Lopes Vieira e António Correia de Oliveira, entre outros.
Como poeta, Carlos de Lemos estreou-se em 1893, com Miragens, livro em que a primeira parte — ‘Anterianas’ — é dedicada "À memória do inimitável sonetista Antero de Quental", que assina a carta-prefácio que termina estas impressivas palavras: "Conservarei os seus versos entre os papéis que guardo com mais estima".
Em 1943, com 76 anos, Carlos de Lemos publica Palingenésia, por iniciativa de Gaspar Baltar, edição que reúne quatro livros: ‘Palingenésia’, ‘Geórgica’, ‘Estrela d’Alva’ e ‘Coroa de Saudades’. No início dessa primeira parte, que empresta o título ao livro (‘palingenesia’ significa renascimento, regeneração), Carlos de Lemos transcreve um excerto de uma carta de Trindade Coelho, a propósito de ‘Miragens’: "A palingenésia é a minha ressurreição: o meu renascimento para a Crença, para o Amor, para a Vida: porventura as Ladainhas que eu vou salmeando (a Coluna-de-Fogo a guiar-me...) a caminho do Éden, que, depois de, por momentos, julgado perdido, novamente surge aos olhos do meu Coração e aos olhos do meu Espírito, como Miragem (derradeira?!... quero crê-lo!...) que se deixará abraçar, enfim, na Canaã donde me vêm já, em horas de sonho, uns vagos aromas de flores de laranjeira...".
O último desses quatro livros reunidos em ‘Palingenésia’ — ‘Coroa de Saudades’ — é dedicado à esposa do poeta: Beatriz Pinheiro, que foi poetisa, professora do ensino primário e pioneira do movimento de emancipação feminina em Portugal. A sua morte, em 1922, deixa Carlos de Lemos viúvo com apenas 55 anos.
Carlos de Lemos viria a falecer aos 87 anos, em 1954, em Lisboa.